# Заманская, Дарья Игоревна
Дарья Игоревна Заманская (род. 25 марта 2004, Санкт-Петербург) — российская волейболистка, нападающая-доигровщица. Мастер спорта России.

## Биография
Родилась в Санкт-Петербурге в семье баскетболиста Игоря Заманского. Волейболом начала заниматься в ДЮСШ Красносельского района Санкт-Петербурга. 1-й тренер — О. И. Князева.
В 2018 приглашена в Казань, где стала выступать за команду «Динамо-Ак Барс»-УОР (до 2020 — «Динамо-Академия»-УОР), с которой дважды выиграла «золото» Молодёжной лиги. С 2021 одновременно играет и за основной состав ВК «Динамо-Ак Барс», став обладателем Кубка (в 2021) и Суперкубка (в 2022) России, а также серебряным призёром Всероссийской спартакиады в составе сборной Республики Татарстан.
С 2019 выступает за различные юниорские сборные России, с которыми в 2019 выиграла «бронзу» чемпионата Европы среди младших девушек, в 2020 — «золото» чемпионата Европы среди девушек, а в 2021 — «золото» чемпионата мира среди девушек и «бронзу» молодёжного чемпионата мира. 

### Клубная карьера
- 2018—2023 —  «Динамо-Академия»-УОР/«Динамо-Ак Барс»-УОР (Казань) — молодёжная лига;
- 2021—2024 —  «Динамо-Ак Барс» (Казань) — суперлига.

## Достижения

### Клубные
- Чемпионка России 2024.
- победитель розыгрыша Кубка России 2021.
- двукратный обладатель Суперкубка России — 2022, 2024.
- двукратная чемпионка (2020, 2022) и двукратный серебряный призёр (2019, 2021) Молодёжной лиги чемпионата России.
- победитель розыгрыша Кубка Молодёжной лиги 2020.

### Со сборными
- бронзовый призёр  молодёжного чемпионата мира 2021.
- чемпионка мира среди девушек 2021.
- чемпионка Европы среди девушек 2020.
- бронзовый призёр чемпионата Европы среди младших девушек 2019.
- чемпионка Восточно-европейской волейбольной зональной ассоциации (EEVZA) среди младших девушек 2019.
- серебряный призёр Всероссийской спартакиады 2022 в составе сборной Татарстана.